# IKU (가수)
이쿠(IKU, いく, 1월 22일~ )는 일본 홋카이도 출신의 가수이다.

## 프로필
- 5세 무렵부터 키보드를 배우기 시작했으며 초등학생부터 고등학생이 될 때까지 취주악부 활동을 해 왔다.
- 고등학생 시절 밴드를 구성하여 활동하던 중 보컬에 흥미를 갖고 전문 가수가 되기로 결심했다고 한다.
- I've의 타카세 카즈야가 프로듀스하고 있으나, I've에 소속한 가수는 아니다.

## 활동
- 2006년 - 일본 삿포로를 중심으로 오리지널·커버곡을 연주하여 음악 활동을 개시.
- 2007년 - 가수 시마미야 에이코가 그녀의 라이브를 우연히 구경하던 도중 장르를 불문하고 노래를 부를 수 있는 '소리치는 것만으로 승부하지 않는' 그녀의 능숙함에 감동하여, 작곡가 타카세 카즈야에게 이쿠를 소개했다.
- 2008년 - 데모 테이프로 만든 '새싹 바람'이 애니메이션 「하야테처럼!」의 제 4기 닫는 노래로 사용되었으며 「소리 없는 밤 하늘에」가 일본의 음악 정보 프로그램인 「푸딩·스」에 소개되어 그 해 3월 19일에 메이저 가수로 데뷔하는 계기가 되었다.
- 2009년 1월 2일 - 일본 무도관에서 열린 I've 설립 10주년 기념 라이브 행사 「I'VE in BUDOKAN 2009 ~Departed to the future~」에 게스트로 출연하여 「Rimless ~테두리 없는 세계~」와 「새싹 바람」을 불렀다.

## 작품

### 싱글
- 소리 없는 밤 하늘에 / 새싹 바람(2008년 3월 19일)
- Rimless ~테두리 없는 세계~(2008년 11월 26일)
- 맹세의 말 ~한번만 더~(2009년 2월 25일)

### 앨범
- ユアウエア(Your Wear)(2009년 3월 25일)